# Lowellville
Lowellville is een plaats (village) in de Amerikaanse staat Ohio, en valt bestuurlijk gezien onder Mahoning County.

## Demografie
Bij de volkstelling in 2000 werd het aantal inwoners vastgesteld op 1281.
In 2006 is het aantal inwoners door het United States Census Bureau geschat op 1179, een daling van 102 (-8,0%).

## Geografie
Volgens het United States Census Bureau beslaat de plaats een oppervlakte van
3,7 km², geheel bestaande uit land.

## Plaatsen in de nabije omgeving
De onderstaande figuur toont nabijgelegen plaatsen in een straal van 12 km rond Lowellville.